# Берлински бијенале
Берлински бијенале (нем. Berlin Biennale für zeitgenössische Kunst; енг. Berlin Biennale for Contemporary Art) јесте изложба савремене уметности која се одржава на различитим локацијама у Берлину, Немачка, на сваке две до три године, почевши од 1998. године.
Берлински бијенале су 26. марта 1996. суоснивали Клаус Бизенбах и група колекционара, као и мецена уметности. Бизенбах је такође оснивачки директор КВ Института за савремену уметност и тренутно ради као директор МоМА ПС1 и главни је кустос у МоМИ.
Кустос/и врше одабир уметнике који ће учествовати. Бијенале је тренутно под покровитељством немачке владе преко Kulturstiftung des Bundes (Федерална фондација за културу). Берлинско бијенале је други најважнији догађај савремене уметности у Немачкој, после Документа Касел.